# Trigonomma cinereomicans
Trigonomma cinereomicans är en tvåvingeart som först beskrevs av Frey 1918.  Trigonomma cinereomicans ingår i släktet Trigonomma och familjen fritflugor. Inga underarter finns listade i Catalogue of Life.